# Velký Bor (Strunkovice nad Blanicí)
Velký Bor je vesnice, část městyse Strunkovice nad Blanicí v okrese Prachatice v Jihočeském kraji. Nachází se asi šest kilometrů východně od Strunkovic nad Blanicí. Prochází zde silnice II/142. Je zde evidováno 52 adres. V roce 2011 zde trvale žilo 92 obyvatel.
Velký Bor leží v katastrálním území Velký Bor u Strunkovic o rozloze 5,9 km². V katastrálním území Velký Bor u Strunkovic leží i Malý Bor.

## Historie
První písemná zmínka o vesnici pochází z roku 1315.

## Obyvatelstvo
| Rok            | 1869 | 1880 | 1890 | 1900 | 1910 | 1921 | 1930 | 1950 | 1961 | 1970 | 1980 | 1991 | 2001 | 2011 | 2021 |
| -------------- | ---- | ---- | ---- | ---- | ---- | ---- | ---- | ---- | ---- | ---- | ---- | ---- | ---- | ---- | ---- |
| Počet obyvatel | 294  | 285  | 218  | 218  | 247  | 238  | 203  | 129  | 129  | 100  | 103  | 100  | 89   | 92   | 95   |
| Počet domů     | 44   | 46   | 46   | 43   | 42   | 41   | 40   | 39   | 45   | 32   | 33   | 44   | 49   | 49   | 48   |

## Obecní správa
Při sčítání lidu v letech 1850–1879 Velký Bor byl osadou obce Bor v okrese Prachatice. V letech 1880–1976 byl samostatnou obcí, se kterým patřil nejprve do okresu Prachatice, ale v roce 1950 v okrese Vodňany a od roku 1960 opět v okrese Prachatice. Od 30. dubna 1976 je částí městyse Strunkovice nad Blanicí v okrese Prachatice. V letech 1880–1976 k obci patřil Malý Bor.